# Pokrov Presvete Bogorodice
Pokrov Presvete Bogorodice slave pravoslavni kršćani svake godine 14. listopada kao spomen na crkveni događaj kada se Bogorodica, za vrijeme bogoslužja, javila narodu okupljenom na molitvi. To se dogodilo 14. listopada (1. listopada po starom kalendaru) 911. godine za vrijeme cara Lava Mudroga kada je u Bogorodičinoj crkvi zvanoj Vlaherne u Carigradu služeno sve noćno bdijenje. 
Crkva je bila ispunjena pobožnim narodom i svi su bili duboko utonuli u molitvu. Pri dnu crkve nalazili su se Sveti Andrej Jurodivi i njegov učenik Epifanije. U četvrti sat noći ugledali su Presvetu Bogorodicu iznad naroda, s rasprostrtim omoforomama u rukama kojim kao da zaklanja narod. 
Bila je odjevena u zlatom ukrašenu porfiru i blistala je okružena apostolima, svecima, mučenicima i djevicama. Sveti Andrej pokazao je rukom Epifaniju i upitao ga da li i on vidi "Caricu i Gospođu kako se moli za sav svijet", što Epifanije začuđen potvrdi. Zbog tog događaja uveden je ovaj blagdan, da posjeti na taj trenutak i na stalno pokroviteljstvo Presvete Bogorodice. Crkva je od njenog samog početka proslavljala Presvetu Bogorodicu kao pokroviteljicu i zaštitnicu kršćanskoga roda.
Pravoslavna crkva u Biteliću posvećena je Pokrovu Presvete Bogorodice.
| Portal:Kršćanstvo | Portal: Kršćanstvo |